# Естонська вулиця (Київ)
Есто́нська ву́лиця — вулиця в Шевченківському районі міста Києві, місцевість Нивки. Пролягає від вулиці Януша Корчака до вулиці Мрії.
Прилучаються вулиці Олександра Бринжали, Черняховського, Данила Щербаківського, Брюссельська, Олександрівська, Нивська, Естонський провулок та Овочевий провулок.

## Історія
Вулиця виникла у 30-х роках XX століття під назвою Вовча гора, від місцевості та хутора Вовчі гори. 
1938 року набула назву Селекційна, як вулиця, що вела до селекційного дослідного поля. Під цією ж назвою позначена на німецькому плані міста 1943 року. 
Назву Вовчогірський шлях було відновлено 1944 року, надалі вживалася форма Вовчогірська вулиця. 
Сучасна назва — з 1971 року.